# Akram Belkaïd
Akram Belkaïd (en arabe : أكرم بلقايد), né le 20 juin 1964, est un journaliste, essayiste et nouvelliste algérien.

## Biographie

### Jeunesse et études
Né en 1964 à Alger (Algérie), il suit ses études à l'École militaire polytechnique où il obtient un diplôme d'ingénieur d'État en génie mécanique (promotion 1982-1987).

### Parcours professionnel
Il est actuellement le rédacteur en chef du Monde diplomatique. Il fait également partie du comité de lecture du site Orient XXI et a été chroniqueur au Quotidien d'Oran (2005-2021) où il publiait deux chroniques hebdomadaires : la Chronique du blédard (avril 2005-décembre 2021) et la Chronique de l'économie (janvier 2008-décembre 2021).
Il est l'auteur de plusieurs ouvrages et notes de recherche sur le Maghreb et l'Algérie ainsi que d'un recueil de nouvelles se déroulant dans le monde arabe à la veille de l'invasion de l'Irak, en mars 2003.
Il tient également un blog intitulé Lignes quotidiennes.

## Publications
- Akram Belkaïd (dir.), Politiques, sociétés : L'Emprise des Religions, Paris, Le Monde diplomatique, coll. « Manière de voir » (no 145), février 2016, 98 p.  (ISSN 1241-6290)
- Akram Belkaïd (dir), De l'Arabie Saoudite aux Émirats. Les Monarchies Mirages, Paris, Le Monde diplomatique, coll. « Manière de voir » (no 147), juin 2016, 98 p.  (ISSN 1241-6290)
- Akram Belkaïd et Olivier Pironet (dir), Palestine. Un peuple, une colonisation, Paris, Le Monde diplomatique, coll. « Manière de voir » (no 157), février 2018, 98 p.  (ISSN 1241-6290)
- Akram Belkaïd (dir), Le Défi Tunisien, Paris, Le Monde diplomatique, coll. « Manière de voir » (no 160), août 2018, 98 p.  (ISSN 1241-6290)
- Akram Belkaïd (dir), 1920-2020. Le Combat Kurde, Paris, Le Monde diplomatique, coll. « Manière de voir » (no 169), février 2020, 98 p.  (ISSN 1241-6290)
- Akram Belkaïd et Olivier Pironet (dir), Liban. 1920-2020, un siècle de tumulte, Paris, Le Monde diplomatique, coll. « Manière de voir » (no 174), décembre 2020, 98 p.  (ISSN 1241-6290)
- Akram Belkaïd (dir), Le Maghreb en danger..., Paris, Le Monde diplomatique, coll. « Manière de voir » (no 181), février 2022, 98 p.  (ISSN 1241-6290)
- Akram Belkaïd (dir), 1923-2023 : Le Siècle Turc, Paris, Le Monde diplomatique, coll. « Manière de voir » (no 191), octobre 2023, 98 p.  (ISSN 1241-6290)